# Digitale voetafdruk
Digitale voetafdruk of digitale schaduw verwijst naar iemands unieke reeks traceerbare digitale activiteiten, acties, bijdragen en communicatie die op internet of digitale apparaten worden gemanifesteerd. Digitale voetafdrukken kunnen worden geclassificeerd als passief of actief. De eerste bestaat uit de surfactiviteit van een gebruiker en informatie die als cookies is opgeslagen. Deze laatste wordt vaak bewust door een gebruiker vrijgegeven om informatie te delen op websites of sociale media. Desondanks de term meestal van toepassing is op een persoon, kan een digitale voetafdruk ook verwijzen naar een bedrijf of organisatie.
Het gebruik van een digitale voetafdruk heeft zowel positieve als negatieve gevolgen. Aan de ene kant is het onderwerp van veel privacykwesties. Zonder toestemming van een persoon kunnen vreemden bijvoorbeeld informatie over die persoon samenvoegen door alleen zoekmachines te gebruiken. Bedrijven kunnen ook aangepaste advertenties produceren op basis van browsegeschiedenis. Aan de andere kant kunnen anderen de vruchten plukken door te profiteren van hun digitale voetafdruk als influencers op sociale media. Bovendien gebruiken werkgevers de digitale voetafdruk van een kandidaat voor online screening en beoordeling van geschiktheid vanwege de lagere kosten en toegankelijkheid. Tussen twee gelijkwaardige kandidaten kan een kandidaat met een positieve digitale voetafdruk een voordeel hebben. Naarmate het gebruik van technologie meer wijdverspreid wordt, maken zelfs kinderen grotere digitale voetafdrukken met mogelijke positieve en negatieve gevolgen, zoals toelating tot de universiteit. Omdat het moeilijk is om geen digitale voetafdruk te hebben, is het in je eigen belang om een positieve te creëren.

## Soorten digitale voetafdrukken
Passieve digitale voetafdrukken zijn een gegevensspoor dat een persoon onvrijwillig online achterlaat. Afhankelijk van de situatie kunnen ze op verschillende manieren worden bewaard. Een footprint kan als "hit" in een onlineomgeving in een online database worden opgeslagen. De footprint kan het IP-adres van de gebruiker volgen, wanneer het is gemaakt, waar het vandaan komt, en de footprint kan later worden geanalyseerd. In een offline omgeving hebben beheerders toegang tot de acties van het apparaat en kunnen ze deze bekijken zonder te zien wie ze heeft uitgevoerd. Voorbeelden van passieve digitale voetafdrukken zijn apps die geolocaties gebruiken, websites die cookies op uw apparaat downloaden of browsergeschiedenis. Hoewel passieve digitale voetafdrukken onvermijdelijk zijn, kunnen ze worden verminderd door oude accounts te verwijderen, privacyinstellingen (openbare of privé-accounts) te gebruiken en af en toe zelf online te zoeken naar de achtergebleven informatie.
Actieve digitale voetafdrukken zijn opzettelijk, omdat ze vrijwillig worden gepost of gedeeld. Ze kunnen ook op verschillende manieren worden bewaard, afhankelijk van de situatie. Een digitale voetafdruk kan worden opgeslagen wanneer een gebruiker inlogt op een site en een bericht of wijziging maakt; de geregistreerde naam wordt in een onlineomgeving aan de bewerking gekoppeld. Voorbeelden van actieve digitale voetafdrukken zijn posts op sociale media, uploads van video's of afbeeldingen of wijzigingen aan verschillende websites.

## Privéproblemen
Digitale voetafdrukken zijn geen digitale identiteit of paspoort, maar de inhoud en metadata die worden verzameld, hebben invloed op internetprivacy, vertrouwen, veiligheid, digitale reputatie en aanbeveling. Naarmate de digitale wereld zich uitbreidt en integreert met meer aspecten van het leven, worden eigendom en rechten met betrekking tot data steeds belangrijker. Digitale voetafdrukken zijn controversieel omdat privacy en openheid met elkaar concurreren. Scott McNealy, CEO van Sun Microsystems, zei in 1999 Get Over It over privacy op internet. Het citaat werd later een veelgebruikte uitdrukking bij het bespreken van privégegevens en wat bedrijven ermee doen. Digitale voetafdrukken zijn een privacykwestie omdat ze een reeks traceerbare acties, bijdragen en ideeën zijn die door gebruikers worden gedeeld. Het kan worden gevolgd en kan internetgebruikers in staat stellen om te leren over menselijke acties.
Geïnteresseerde partijen maken om verschillende redenen gebruik van internet-voetafdrukken; inclusief cyber-vetting, waar interviewers sollicitanten konden onderzoeken op basis van hun online activiteiten. Internet-voetafdrukken worden ook gebruikt door wetshandhavingsinstanties om informatie te verstrekken die anders niet beschikbaar zou zijn vanwege het ontbreken van een waarschijnlijke oorzaak. Ook worden digitale voetafdrukken door marketeers gebruikt om te ontdekken in welke producten een gebruiker geïnteresseerd is of om iemands interesse in een bepaald product te wekken op basis van vergelijkbare interesses.
Sociale netwerksystemen kunnen de activiteiten van individuen registreren, waarbij gegevens een levensstroom worden. Door dergelijk gebruik van sociale media en roamingdiensten kunnen digitale traceringsgegevens individuele interesses, sociale groepen, gedragingen en locatie omvatten. Dergelijke gegevens worden verzameld van sensoren in apparaten en verzameld en geanalyseerd zonder dat de gebruiker hiervan op de hoogte is. Wanneer veel gebruikers ervoor kiezen persoonlijke informatie over zichzelf te delen via sociale-mediaplatforms, inclusief plaatsen die ze hebben bezocht, tijdlijnen en hun connecties, zijn ze zich niet bewust van de keuzes voor privacy-instellingen en de bijbehorende beveiligingsconsequenties. Veel sociale-mediasites, zoals Facebook, verzamelen een uitgebreide hoeveelheid informatie die kan worden gebruikt om de persoonlijkheid van een gebruiker samen te stellen. Informatie verzameld via sociale media, zoals het aantal vrienden dat een gebruiker heeft, kan voorspellen of de gebruiker een introverte of extraverte persoonlijkheid heeft. Bovendien bleek uit een onderzoek onder SNS-gebruikers dat 87% hun werk- of opleidingsniveau identificeerde, 84% hun volledige geboortedatum, 78% hun locatie en 23% hun telefoonnummers.
Hoewel iemands digitale voetafdruk persoonlijke informatie kan afleiden, zoals demografische kenmerken, seksuele geaardheid, ras, religieuze en politieke opvattingen, persoonlijkheid of intelligentie zonder medeweten van het individu, onthult het ook de persoonlijke psychologische sferen van individuen in de sociale sfeer. Lifelogging is een voorbeeld van een willekeurige verzameling van informatie over iemands leven en gedrag. Er zijn acties die moeten worden ondernomen om een digitale voetafdruk moeilijk te traceren te maken. Een voorbeeld van het gebruik of de interpretatie van datasporen is via Facebook-beïnvloede kredietwaardigheidsbeoordelingen, de gerechtelijke onderzoeken rond de Duitse sociaal wetenschapper Andrej Holm, reclame-junkmails van het Amerikaanse bedrijf OfficeMax of het grensincident van de Canadese burger Ellen Richardson.

## Effecten
Een toenemend aantal werkgevers beoordeelt sollicitanten op hun digitale voetafdruk via hun interactie op sociale media vanwege de lagere kosten en gemakkelijke toegankelijkheid tijdens het wervingsproces. Door dergelijke bronnen te gebruiken, kunnen werkgevers meer inzicht krijgen in kandidaten dan alleen hun goed uitgewerkte interviewreacties en geperfectioneerde cv's. Kandidaten die slechte communicatieve vaardigheden vertonen, ongepast taalgebruik gebruiken of drugs of alcohol gebruiken, worden lager beoordeeld. Omgekeerd krijgt een kandidaat met een professionele of gezinsgerichte aanwezigheid op sociale media hogere beoordelingen. Werkgevers beoordelen een kandidaat ook aan de hand van hun digitale voetafdruk om te bepalen of een kandidaat cultureel goed bij hun organisatie past. Stel dat een kandidaat de waarden van een organisatie hooghoudt of bestaande passie voor haar missie toont. In dat geval is de kans groter dat de kandidaat integreert binnen de organisatie en meer kan bereiken dan de gemiddelde persoon. Hoewel bekend is dat deze beoordelingen geen nauwkeurige voorspellers zijn van prestaties of verlooppercentages, gebruiken werkgevers nog steeds digitale voetafdrukken om hun sollicitanten te beoordelen. Werkzoekenden geven er dus de voorkeur aan een aanwezigheid op sociale media te creëren die vanuit professioneel oogpunt als positief wordt beschouwd.
In sommige beroepen is het bijhouden van een digitale voetafdruk noodzakelijk. Mensen zoeken op internet naar specifieke artsen en hun beoordelingen. De helft van de zoekresultaten voor een bepaalde arts linken naar beoordelingswebsites van derden. Om deze reden kunnen potentiële patiënten onbewust hun arts kiezen gemaakt met hun digitale voetafdruk, naast online beoordelingen. Bovendien vertrouwt een generatie voor hun levensonderhoud als influencers op sociale media door hun digitale voetafdruk te gebruiken. Deze influencers hebben toegewijde fans die graag aanbevelingen willen opvolgen. Als gevolg hiervan betalen marketeers influencers om hun producten onder hun volgers te promoten, omdat dit medium mogelijk een beter rendement oplevert dan traditionele advertenties. Daardoor kan iemands carrière afhankelijk zijn van hun digitale voetafdruk.

De digitale voetafdruk van kinderen kan het internet doorkruisen buiten het beoogde publiek

Generatie Alpha zal niet de eerste generatie zijn die in de internetwereld wordt geboren. De digitale voetafdruk van een kind belangrijker dan ooit tevoren en zijn de gevolgen misschien onduidelijk. Door het enthousiasme van het ouderschap zullen steeds meer ouders op jonge leeftijd, soms zelfs voordat ze geboren zijn, socialmedia-accounts voor hun kinderen aanmaken. Ouders mogen tot 13.000 foto's van een kind op sociale media plaatsen in hun feestelijke staat voor hun tienerjaren van het dagelijks leven of verjaardagsvieringen. Bovendien wordt voorspeld dat deze kinderen op hun 18e zelf 70.000 keer online zullen posten. De komst van het posten op sociale media creëert veel mogelijkheden om gegevens van minderjarigen te verzamelen. Omdat de basiscomponenten van een identiteit een naam, geboortedatum en adres bevatten, zijn deze kinderen vatbaar voor identiteitsdiefstal. Hoewel ouders ervan uit kunnen gaan dat privacyinstellingen kunnen voorkomen dat de foto's en gegevens van kinderen worden weergegeven, moeten ze er ook op vertrouwen dat hun volgers niet worden gecompromitteerd. Buitenstaanders kunnen de afbeeldingen gebruiken om zich voor te doen als de ouders van deze kinderen of de inhoud openbaar plaatsen. Tijdens het Facebook-Cambridge Analytica dataschandaal lekten vrienden van vrienden bijvoorbeeld data naar dataminers. Door de aanwezigheid van kinderen op sociale media kan hun privacy in gevaar komen.
Sommige professionals stellen dat jonge mensen die de arbeidsmarkt betreden, moeten nadenken over het effect van hun digitale voetafdruk op hun verkoopbaarheid en professionaliteit. Het hebben van een digitale voetafdruk kan heel goed zijn voor studenten, omdat medewerkers van hogescholen en potentiële werkgevers kunnen besluiten om onderzoek te doen naar de online profielen van toekomstige studenten en werknemers, wat een enorme impact heeft op de toekomst van de studenten. Tieners zullen meer succes hebben als ze nadenken over het soort impact dat ze maken en hoe dit hun toekomst kan beïnvloeden. In plaats daarvan zal iemand die apathisch handelt vergeleken met de indruk die hij online maakt, het moeilijk hebben als hij op een dag ervoor kiest om naar de universiteit te gaan of het personeelsbestand te betreden. Tieners die van plan zijn om hoger onderwijs te volgen, zullen hun digitale voetafdruk laten beoordelen en beoordelen als onderdeel van het aanvraagproces. Trouwens, als de tieners die van plan zijn om hoger onderwijs te volgen, van plan zijn dit te doen met financiële hulp en beurzen, dan moeten ze er rekening mee houden dat hun digitale voetafdruk zal worden beoordeeld in het aanvraagproces om beurzen te krijgen.

## Verder lezen
- (en) Arya, Vikas (1 december 2019). Does digital footprint act as a digital asset? – Enhancing brand experience through remarketing. International Journal of Information Management 49: 142–156. DOI: 10.1016/j.ijinfomgt.2019.03.013.
- (en) BBVA, The enormous data trail we generate throughout the day. NEWS BBVA (24 augustus 2016). Geraadpleegd op 28 mei 2022. “Have you ever stopped to think about all the data you generate throughout the day? It was the possibility of actually making use of all this data through numerous apps, records and data bases that gave rise to Big Data.”